# Lac Lautier
Pour les articles homonymes, voir Lautier.
Ne doit pas être confondu avec Lac Autier.
Le lac Lautier est un petit lac situé sur le territoire du village de Villar-Loubière, dans les Hautes-Alpes, et culminant à plus de 2 350 m.

## Description
Situé en bordure du massif des Écrins, le lac Lautier se situe à environ trois kilomètres au nord-nord-ouest de La Chapelle-en-Valgaudémar.
Niché sous le pic Turbat (3 023 m), le lac est le passage obligé sur la boucle qui relie le refuge des Souffles (1 975 m) et le refuge de l'Olan (2 344 m) par le Pas de l'Olan (2 683 m).
Le lac du Lautier, peu profond, a une superficie de 0,8 hectare. Il est peuplé de truites fario.